# James Kessler
James C. Kessler (McKeesport, 1 februari 1947) is een Amerikaanse componist en arrangeur.

## Levensloop
Kessler studeerde aan de bekende Eastman School of Music in Rochester onder anderen bij Samuel Adler en behaalde zowel zijn Bachelor of Music als zijn Master of Music (1969) daar. Vervolgens werd hij bibliothecaris, componist en arrangeur in dienst van de United States Army Band in Washington D.C. en bleef in deze functie meer dan 20 jaar. 
Als componist schreef hij werken voor verschillende genres, zoals voor orkest, harmonieorkest en kamermuziek. Daarnaast schreef hij ook werken voor National Geographic, de Kennedy Center Honors en voor het National Symphony Orchestra. 

## Composities

### Werken voor harmonieorkest
- 1991: - Concert, voor bastrombone en harmonieorkest
- - A Tribute to Harold Arlen
- - Axis Music
- - Charge
- - Fanfare
- - Folk Song Concertino, voor dwarsfluit en harmonieorkest
- - Gaelic Rondo: Never a Tender, voor hobo en harmonieorkest
- - Hudson River Rhapsody, voor hobo en harmonieorkest
- - Journey Through Time
- - Overture Argentum
- - Pay the Piper
- - Solo Overture, voor tuba en harmonieorkest
- - Spirit of Victory
- - Summer Weekend
- - The Normandy Beacon
- - There's a Rainbow in the Army
- - This Is My Country

### Kamermuziek
- 1981: - Etude, voor tuba solo

### Filmmuziek
- 1997: - Kennedy Center Honors: A Celebration of the Performing Arts
- 2000: - Pete Peterson: Assignment Hanoi
- 2003: - 25th Anniversary Kennedy Center Honors: A Celebration of the Performing Arts
- 2005: - Vietnam: The Next Generation
- - Vietnam Passage: Journeys from War to Peace